# Иоанн III (герцог Неаполя)
 Иоа́нн III Неаполита́нский (итал. Giovanni III Napoli; умер в 968) — герцог Неаполя в 928—968 годах, его правление было самым долгим в истории герцогства. Сын и преемник Марина I.

## Биография
В начале своего правления в 929 году Иоанн III был атакован арабами и был вынужден заключить с ними мир. Ещё раз Неаполь подвергся нападению арабов в 958 году.
Иоанн III приложил немало усилий для свержения византийского ига. Первой попыткой было заключение против Византии договора с соседями: князьями-соправителями Беневенто Атенульфом III и Ландульфом II. Вторжение византийской армии из Апулии вынудило мятежников покориться императору. В 955 году Иоанн III вновь попытался восстать против Византии. Византийская армия под командованием стратига высадилась в Неаполитанском заливе и начала грабить город, после чего Иоанн III вновь покорился Византии. Тем не менее, уже в 962 году Иоанн III поклялся в верности вновь коронованному западному императору Оттону I.
В 946 году Иоанн III в союзе с беневентским князем Ландульфом II попытался свергнуть салернского князя Гизульфа I, но был разгромлен герцогом Амальфи. Вслед за этим Ландульф II объединился с князем Салерно и напал на Иоанна III. Результатом этой войны стала потеря Нолы для Неаполя.
Иоанн III был женат на римлянке Феодоре, внучке знаменитой Феодоры и племяннице не менее известной Марозии, фактически правивших Римом в период «порнократии». Один из сыновей Иоанна III был даже отослан в Рим для воспитания в доме Марозии. Родство с этими женщинами не помешало Иоанну III принять в своих владениях аббата Одо из Клюни и по его призыву реформировать неаполитанские монастыри.
Иоанн III был образованным человеком для своего времени. Он и его жена Феодора убедили священника Льва отправиться в Константинополь и привести оттуда много бесценных греческих рукописей. В числе манускриптов были «Хронография» Феофана, «Иудейские древности» Иосифа Флавия, «История Александра Великого» и писания Псевдо-Дионисия. Переводы этих книг, подписанные именем Льва, принадлежали герцогу Иоанну III.
Иоанн III умер в 968 году, ему наследовал его сын Марин II.
С именем Иоанна III связан исторический анекдот, рассказанный Петром Дамиани. Рассказывается, что во сне Иоанн III увидел лошадей, везущих в телегах охапки сена для сожжения только что умершего капуанского князя Пандульфа и самого Иоанна. Проснувшись, Иоанн III решил отречься от власти и уйти в монастырь, но решил предварительно получить согласие императора Оттона II. Однако Иоанн III умер, не дождавшись желаемого императорского позволения. Рассказ полон анахронизмов: Пандульф умер позже Иоанна III, в 968 году императором был еще Оттон I, а не его сын Оттон II. Но этот анекдот очень интересен, так как характеризует мировоззрение средневекового человека.

## Семья и дети
Женат на Феодоре, внучке Феодоры (Старшой). Дети:
- Марин II (умер в 992) — герцог Неаполя в 968—992 годах.